# 弁護士芸者のお座敷事件簿
『弁護士芸者のお座敷事件簿』（べんごしげいしゃのおざしきじけんぼ）は、1997年から2000年までTBS系「月曜ドラマスペシャル」で放送されたテレビドラマシリーズ。全5回。主演は藤田朋子。

## キャスト

### レギュラー
栗原奈津子
演 - 藤田朋子
栗原法律事務所の所長。みさえの反対を押し切って弁護士になる。みさえに気を使い時々「小夏」という名で座敷に出る。
加賀雅彦
演 - 三浦浩一
検事。
小林順
演 - 菊池健一郎（第2作 - 第5作）
栗原法律事務所の所員。名前は第2作と第3作は「小林潤」、第4作と第5作「小林順」になっている。
畑中ゆかり
演 - 芦田由夏（第1作・第2作・第4作）

栗原みさえ
演 - 朝丘雪路
置屋「梅乃屋」の女将。奈津子の母。

### ゲスト
第1作（1997年）
- 達也（料亭「辻新」の息子） - 円谷浩
- 染香（奈津子の妹分） - 前田昌代
- 久子（達也の母） - 林美智子
- 大館（建設業界の大物） - 芦田伸介
- 佐々木勝彦、村上理子、木下浩之、井上高志、草見潤平、亀石征一郎、小沢象、久富惟晴、宮内洋、遠山俊也、石田太郎

第2作（1998年）
- 山内美幸（置屋「梅乃屋」元芸者） - 麻乃佳世
- 本郷サユリ（カズオの妻） - 未來貴子
- ユウタ（美幸の息子） - 高崎慶佑
- 山内輝夫（美幸の夫） - 南川昊
- ホテトル嬢 - 麻田かおり
- 本郷カズオ（本郷の長男） - 中原丈雄
- キミコ（輝夫の母） - 岩本多代
- 本郷（元国会議員） - 高松英郎
- 鷲生功

第3作（1998年）
- 小田島智子（東実観光 副社長・小田島の妻） - 沖直未
- 的場克己（フリーの調査員・奈津子の大学の同級生） - 米山善吉
- 浅野（地元議員） - 田山涼成
- 西村（地元議員） - エド山口
- 染谷小夜子（ホテルの女将） - 五月みどり
- 立花由美（小田島の愛人） - 星遙子
- 純子 - 水野江莉花
- 白井信義（大館の秘書） - 渡辺裕之
- 小田島俊介（東実観光 社長） - 萩原流行
- 大館毅一郎（会社の経営者） - 芦田伸介
- 遠藤征慈

第4作（1999年）
- 後藤敏江 - 入江若葉
- 田倉健一（料亭の若旦那） - 篠井英介
- 後藤駒子 - 松尾あぐり
- 松坂（代議士） - 浜田晃
- 若林省三（若林画廊） - 中原丈雄
- 藤本信吉（画伯） - 夏八木勲
- 赤塚真人、下元史朗

第5作（2000年）
- 後藤田智子（フェニックス 副社長・後藤田の妻） - 洞口依子
- 田代真弓 - 夏木千穂
- 島崎富子（温泉ホテルの女将） - 佐野アツ子
- 桜庭直也（フェニックス 事業開発部長） - 寺杣昌紀
- 勝又純二（殺人犯） - 上地雄輔
- 大沢明美（勝又の恋人） - 堀江奈々
- 田所美紀（信一の妻） - 真由子
- 田所信一（柏木の妻の弟） - 蒲地宏
- 上山田警察署 刑事 - 黒沼弘巳
- 柏木俊之（写真家） - 鶴見辰吾
- 後藤田稔（フェニックス 社長） - 石橋蓮司

## スタッフ
- 原作 - 和久峻三
- 脚本 - 田上雄
- 演出 - 中村金太（第1・2・4作）、崎田憲一（第3作）、岡本弘（第5作）
- 製作 - TBS

## 放送日程
| 話数 | 放送日        | サブタイトル                                                                                                 | 原作                                                      | 脚本   | 演出     |
| ---- | ------------- | --- | --------------------------------------------------------- | ------ | -------- |
| 1    | 1997年7月28日 | 連続殺人の黒幕は? 小夏が暴くゼネコン疑惑の舞台裏                                                             | 『ラスベガスから来た脅迫者』 『マイナス百九十度の相続人』 | 田上雄 | 中村金太 |
| 2    | 1998年1月26日 | 雪の磐梯山湯けむりに隠れた遺産相続人連続殺人事件                                                             |                                                           | 田上雄 | 中村金太 |
| 3    | 9月7日        | 伊香保温泉・榛名湖連続殺人!! 週刊誌への密告は死の暗示・謎の水死体と血縁関係の秘密に迫る!!                    |                                                           | 田上雄 | 崎田憲一 |
| 4    | 1999年1月25日 | 仙台作並温泉に秘められた悲恋! 15年前、妻を殺して自殺した天才画家を巡る完全犯罪に母娘芸者コンビが華やかに迫る |                                                           | 田上雄 | 中村金太 |
| 5    | 2000年1月24日 | 信州上山田温泉連続殺人事件 リンゴの里を震わす5人の殺害者…卑劣な犯人の怒りが爆発する!                         |                                                           | 田上雄 | 岡本弘   |